# Tálao
En la mitología griega, Tálao (en griego Ταλαός / Talaós) era rey de una de las tres partes en las que se dividía el reino de Argos. Los otros dos tercios del reino estaban gobernados por Antífates, hijo de Melampo, y por Megapentes, hijo de Preto. Según la genealogía tradicional Tálao nació de la unión entre Biante y Pero, no obstante una versión minoritaria lo imagina hijo de un tal Perialces. Apolodoro nos dice que de su esposa Lisímaca, hija de Abante, «nacieron Adrasto, Partenopeo, Prónax, Mecisteo, Aristómaco y Erífile —a la que desposó Anfiarao». Todos ellos están relacionados con el episodio mitológico de Los siete contra Tebas, y ya Píndaro nos advierte que «príncipes no eran ya los hijos de Tálao, vencidos por civil discordia».
Algunas versiones secundarias también lo citan entre la expedición de los argonautas. Otras variantes nos dicen que la esposa de Tálao era Eurínome, hija de un tal Ífito de Argos; o bien Lisianasa, a quien su padre Pólibo de Sición dio en matrimonio a Tálao; e incluso otros más dicen que su esposa fue una tal Lisipe. Higino añade otras dos hijas más de Tálao, pero no especifica la consorte; probablemente estas versiones eran referidas en varios episodios del Ciclo tebano, que incluían a Los siete contra Tebas y los Epígonos. Una de estas hijas fue Astínome, citada como madre de Capaneo en su unión con Hipónoo. La otra fue Metídice, madre de Hipomedonte en su unión con Mnesímaco.
| Predecesor: Bias | Reyes de Argos | Sucesor: Adrasto |